# 鈴木愼一
鈴木 愼一（すずき しんいち、1933年1月1日 - ）は、日本の教育学者。専門分野は比較教育・教育史・教師教育。早稲田大学名誉教授。

## 経歴
満洲国新京市（現・中華人民共和国長春市）に生まれる。新京第一中学校入学の年に敗戦で学業が中断した。1946年10月に両親の郷里である福島県伊達郡粟野村（現・伊達市梁川町粟野）に移住。
福島県立保原高等学校を卒業後、1954年に早稲田大学教育学部に入学、その後早稲田大学大学院文学研究科修士課程、博士課程に進んだ。英国教育行政の研究で学士号、修士号の学位を取得。大学では長谷川亀太郎の指導を受けた。鈴木の家庭は豊かではなく、奨学金を受ける傍らアルバイトをしながら家計を助けたという。
1958年に早稲田大学教育学部副手に採用されたのを皮切りに、1961年より助手、1964年より選任講師、1969年に助教授を経て、1975年に教授に就任。
この間、1971-1972年にかけてロンドン大学のInstitute of Educationに留学し、英国教育史（ロンドンSchool Boardのpartnership政策）と比較教育方法論について研究した。この留学以後「比較教育方法論」の分野を手がけた。
学外では学会、政府系審議会に参加し、1993年から2003年（退職時）までにアジア比較教育学会第一回大会を含めて数次の国際会議を主催した。1992年から日英教育研究フォーラムを発足させ、その代表を務めた。日中教育研究交流会議では1992年に発足時に事務局長を務めた。
2014年、瑞宝中綬章を授与された。